# Piotr Maïevski
Piotr Maïevski (en russe : Пётр Феликсович Маевский, Piotr Feliksovitch Maïevski) est un taxonomiste et botaniste russe, spécialiste notamment des Spermatophytes. Son abréviation en botanique est Majevski.

## Biographie
Diplômé de l'Université impériale de Moscou (en), il donna ensuite des cours dans des écoles secondaires, et pendant une courte durée, il donna des conférences à l'Instytut Gospodarstwa Wiejskiego i Leśnictwa (pl).
Immédiatement après avoir obtenu son diplôme, il publia deux livres d'anatomie et de morphologie végétales, l'un sur la structure des fruits des citrouilles, et l'autre sur les feuilles de bégonias. Quant au sujet de sa thèse, présentée en 1879 à Saint-Pétersbourg, elle avait trait à la structure des fleurs doubles.
En raison de son mauvais état de santé (il était bossu, souffrait d'insuffisance cardiaque et d'essoufflements), il privilégia le travail de bureau et la botanique systémique, et on lui doit des ouvrages sur la flore de la Russie centrale qui furent reconnus. Il édita aussi la deuxième édition de La Flore de Moscou, de Nikolaï Kauffmann, dont il fut l'élève.
En histoire naturelle, il fut le précepteur des frères Sabachnikov, qui montèrent ensuite leur maison d'édition, dont le premier titre publié fut un livre de Maïevski, Grains de la Russie centrale.
Flore de la Russie centrale a connu 11 éditions, dont la dernière en 2014. Parmi les différents contributeurs, on peut citer : Vladimir Leontievitch Komarov, Sergueï Korjinski, Dmitri Litvinov, Vadim Tikhomirov, Boris Fedtchenko, Boris Chichkine, Nikolaï Nikolaïevitch Tzvelev.